# Giovanni Agnelli (1866-1945)
Pour les articles homonymes, voir Famille Agnelli et Agnelli.
Giovanni Agnelli, (Villar Perosa, 13 août 1866 – Turin, 16 décembre 1945), est un industriel emblématique italien, pionnier de l'automobile, président et cofondateur de l'empire industriel Fiat en 1899, et homme politique italien. Ses deux petits-fils Giovanni et Umberto lui succèdent respectivement en 1966 et 2003.

## Biographie
Né en 1866, dans une famille de propriétaires terriens piémontaise de la région de Villar Perosa, à 80 km au sud-ouest de Turin, fils d'Edoardo Agnelli (1831-1871) et d'Aniceta Frisetti, Giovanni Agnelli fait ses études au lycée San Giuseppe. Il s'oriente vers une carrière militaire ou, après une formation d'officier de l'Académie militaire de Modène, il est affecté au 1er régiment de cavalerie (Italie) de l'école d'application militaire de Pinerolo près de son village d'origine.

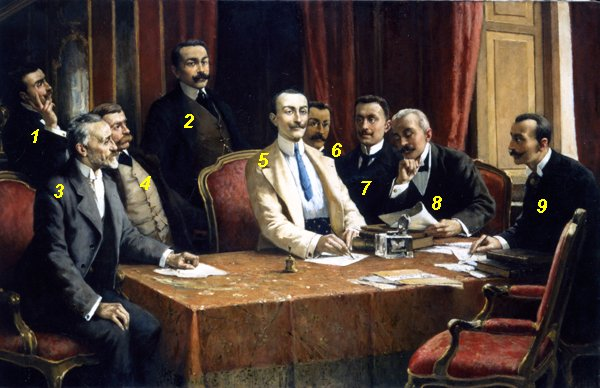
Cofondation de Fiat en 1899, par huit associés, au Palazzo Bricherasio de Turin
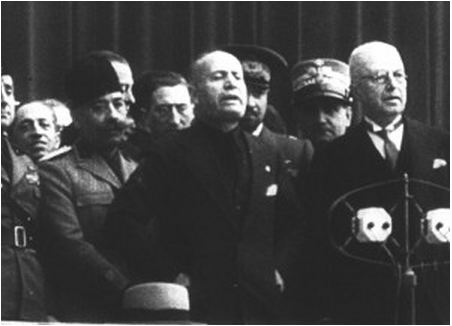
Avec le président du conseil des ministres italien Benito Mussolini à Turin, en 1932
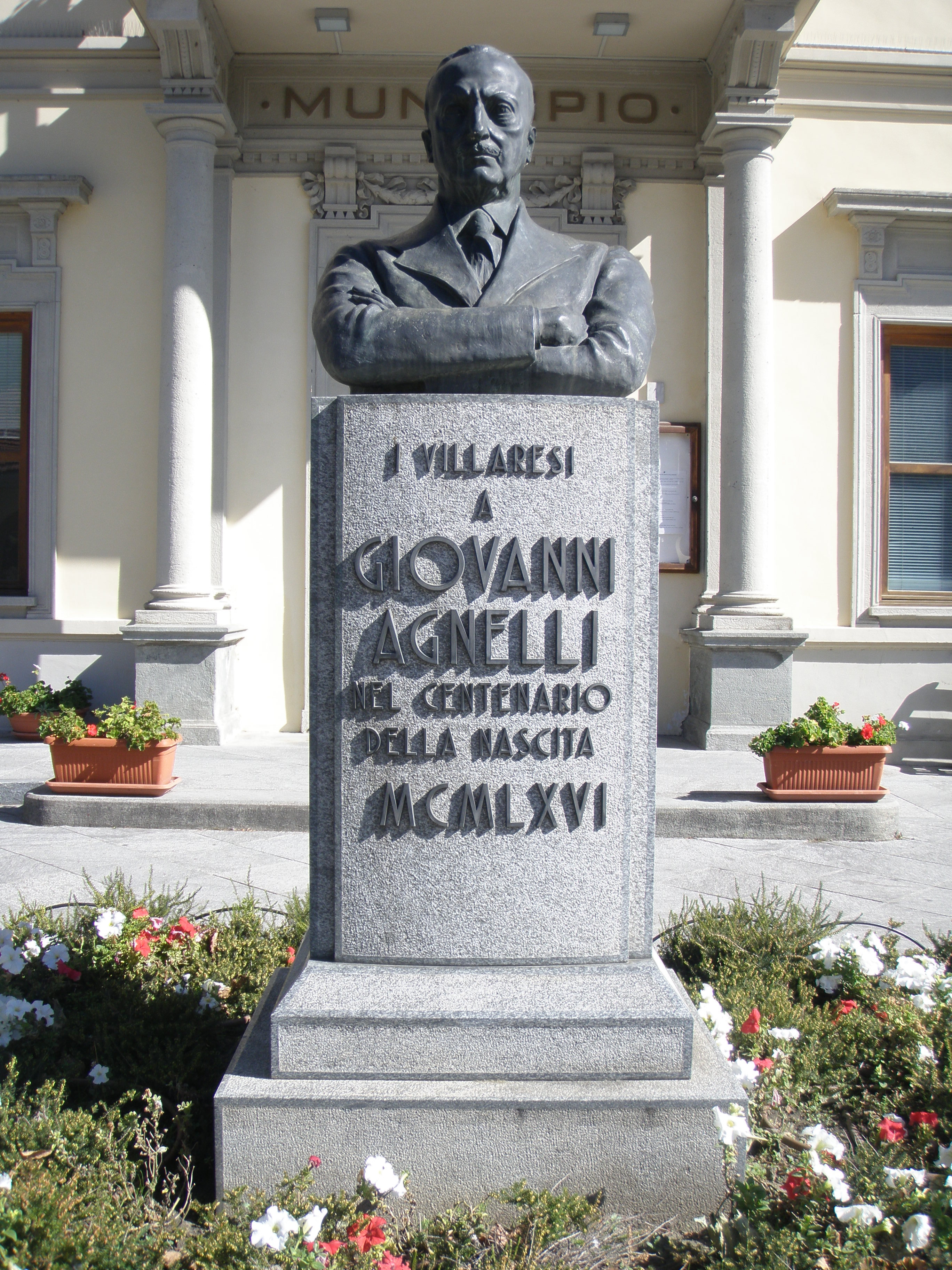
Buste de l’hôtel de Ville de Villar Perosa
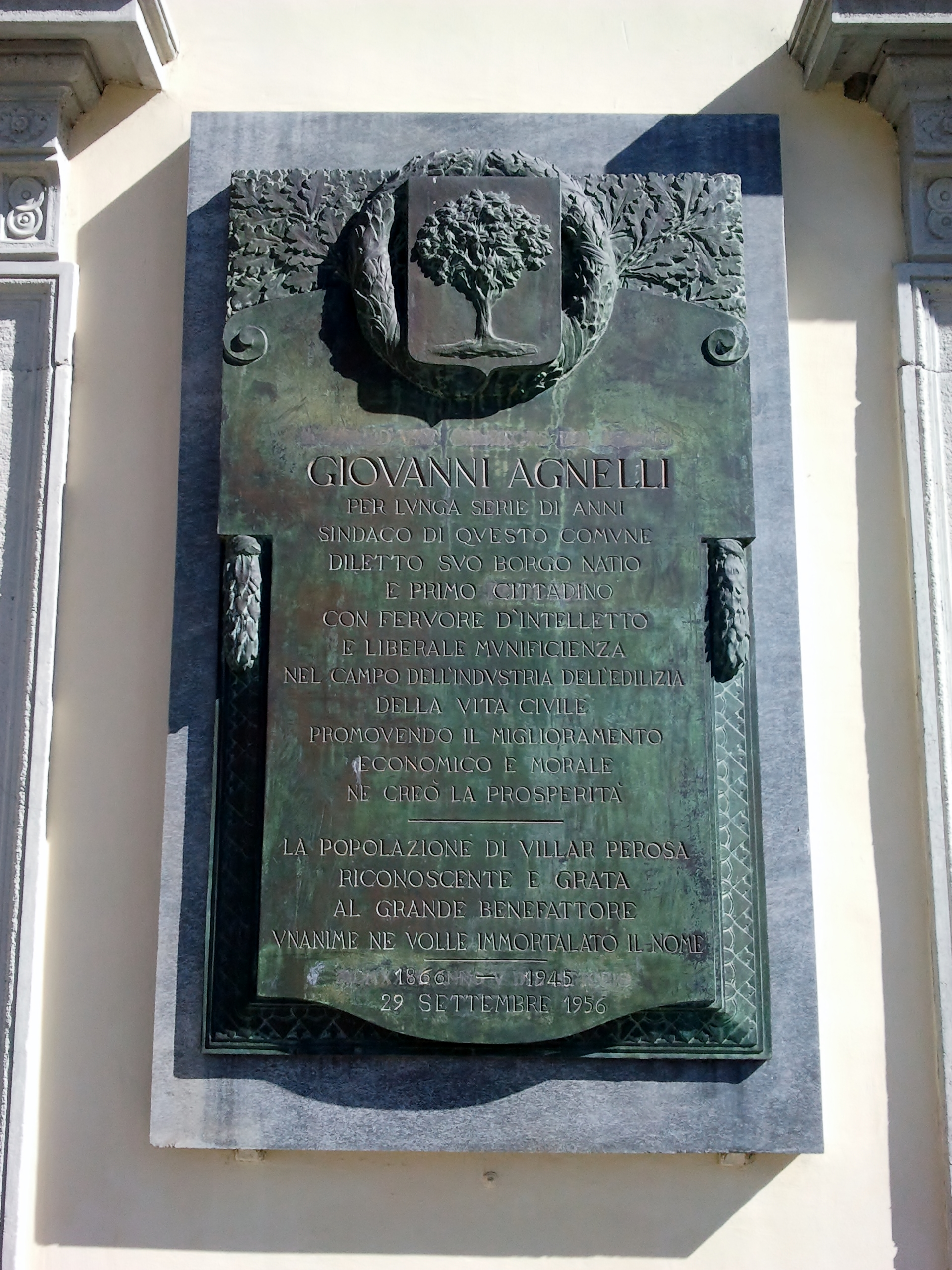
Mémorial
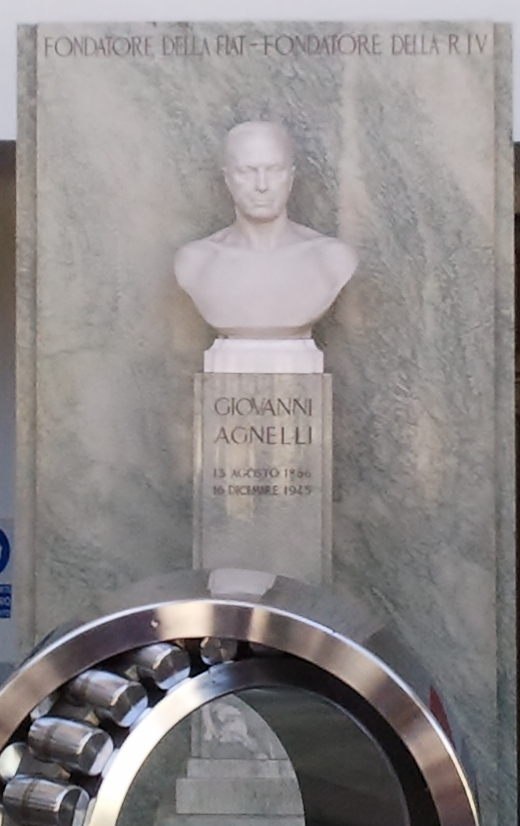
Mémorial

Passionné par le progrès technique et la mécanique, il quitte l'armée après son service militaire à Vérone en 1889 et fonde sans succès quelques entreprises en mécanique, avant de reprendre un temps la gestion du domaine familial, dont il hérite (agriculture, commerce du bois, de semence, élevage de ver à soie...). Il succède à son père au mandat de maire de Villar Perosa en 1895, jusqu’à sa disparition (suivi de son petit-fils Gianni jusqu'en 1980). Il épouse Clara Boselli (1869-1946), dont il aura deux enfants : Edoardo Agnelli (1892-1935) et Aniceta Caterina (1889-1928) (qui épousera le footballeur Carlo Nasi, un des hommes de la finance de Fiat).

### Fondation de Fiat à Turin
Passionné par la mécanique, l'automobile, et les perspectives des progrès techniques de la révolution industrielle, il s'installe à Turin en 1896 avec sa famille, où il commercialise des tricycles Prunelle, à moteurs De Dion-Bouton, avec le pilote fabricant de vélo Luigi Storero (en), avec qui il cofonde la société Storero (en). Ils participent aux premières courses automobiles italiennes avec leurs tricycles De Dion Bouton, et automobiles Daimler Phoenix, et fréquentent le célèbre Caffé Burello (ancien berceau de la course automobile en Italie) ou il crée des liens avec de nombreux passionnés de mécanique, d'automobile, et de course automobile, de Turin.

Lingotto Fiat de Turin de 1915
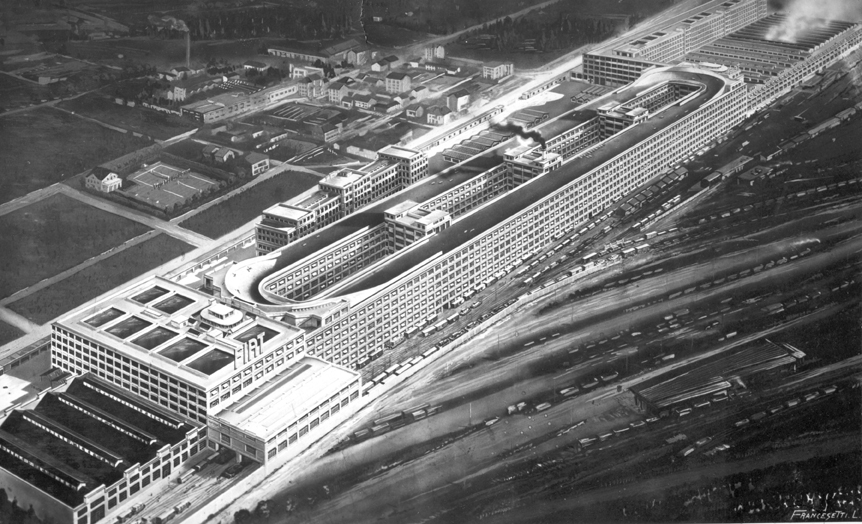
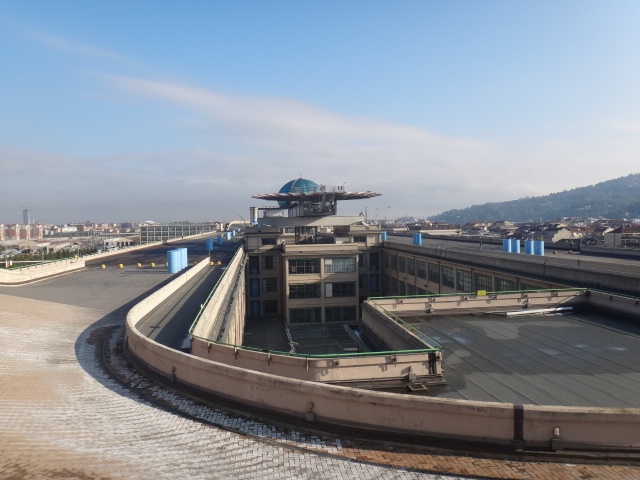
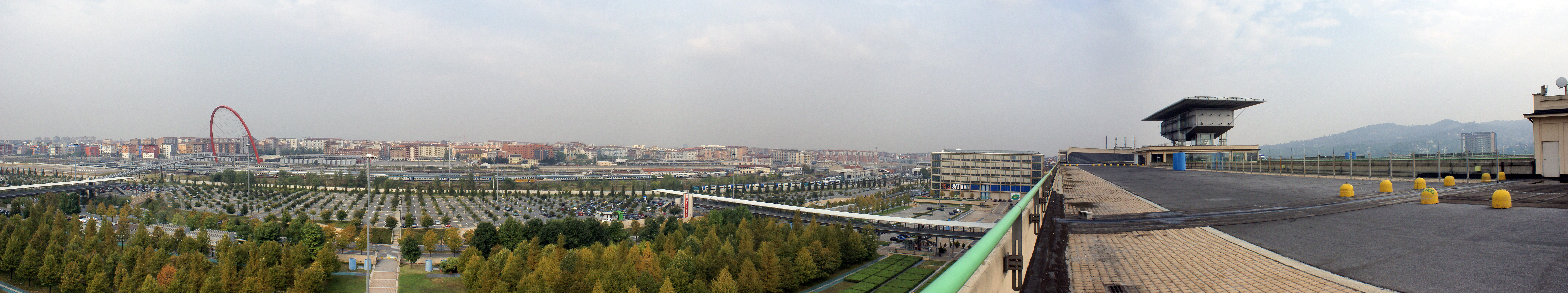

Le 1er juillet 1899, Giovanni Agnelli cofonde son futur empire industriel, au Palazzo Bricherasio de Turin, en tant que Directeur Général (Président à partir de 1920) avec 400 dollars de l'époque. Baptisée Société italienne pour la construction et la commercialisation de voitures à Turin, puis Fabbrica Italiana Automobili Torino (F.I.A.T.), puis Fiat, avec ses sept associés pionniers de l'automobile italienne : Ludovico Scarfiotti (Président), Emanuele Cacherano di Bricherasio, Roberto Biscaretti di Ruffia, Alfonso Ferrero de Gubernatis Ventimiglia, Michele Ceriana Mayneri, Lodovico Scarfiotti, Luigi Damevino, Cesare Goria Gatti, Carlo Racca, et entre autres Giovanni Enrico Marchesi (Directeur Général), Aristide Faccioli (Directeur technique), Giovanni Battista Ceirano (fondateur de Ceirano), Enrico Bernardi (en) (inventeur italien du moteur à essence), Vincenzo Lancia, Joseph Farina (père du designer Gian-Battista Pinin Farina), CEAT de Virginio et Alberto Bruni Tedeschi (équipementiers père et fils), l'appui du Premier ministre italien Giovanni Giolitti... La première usine FIAT, Corso Dante, est construite à Turin en 1900, suivie du célèbre site industriel Lingotto de l’architecte Giacomo Mattè-Trucco en 1915, puis de l'usine géante Mirafiori de 1936... Inspiré des usines américaines Ford et du Fordisme d'Henry Ford, le Lingotto Fiat devient un des complexes industriels les plus grands, modernes et avant-gardistes du monde, avec 50 000 employés dans les années 1940 et, entre autres, son célèbre circuit automobile sur le toit du bâtiment principal. Fiat industrialise avec succès ses premières Fiat 3½ HP en 1899 (à base de Ceirano 5 HP de 1899), puis se développe rapidement avec les Fiat 6 HP, Fiat 8 HP, Fiat 10 HP, Fiat 12 HP...

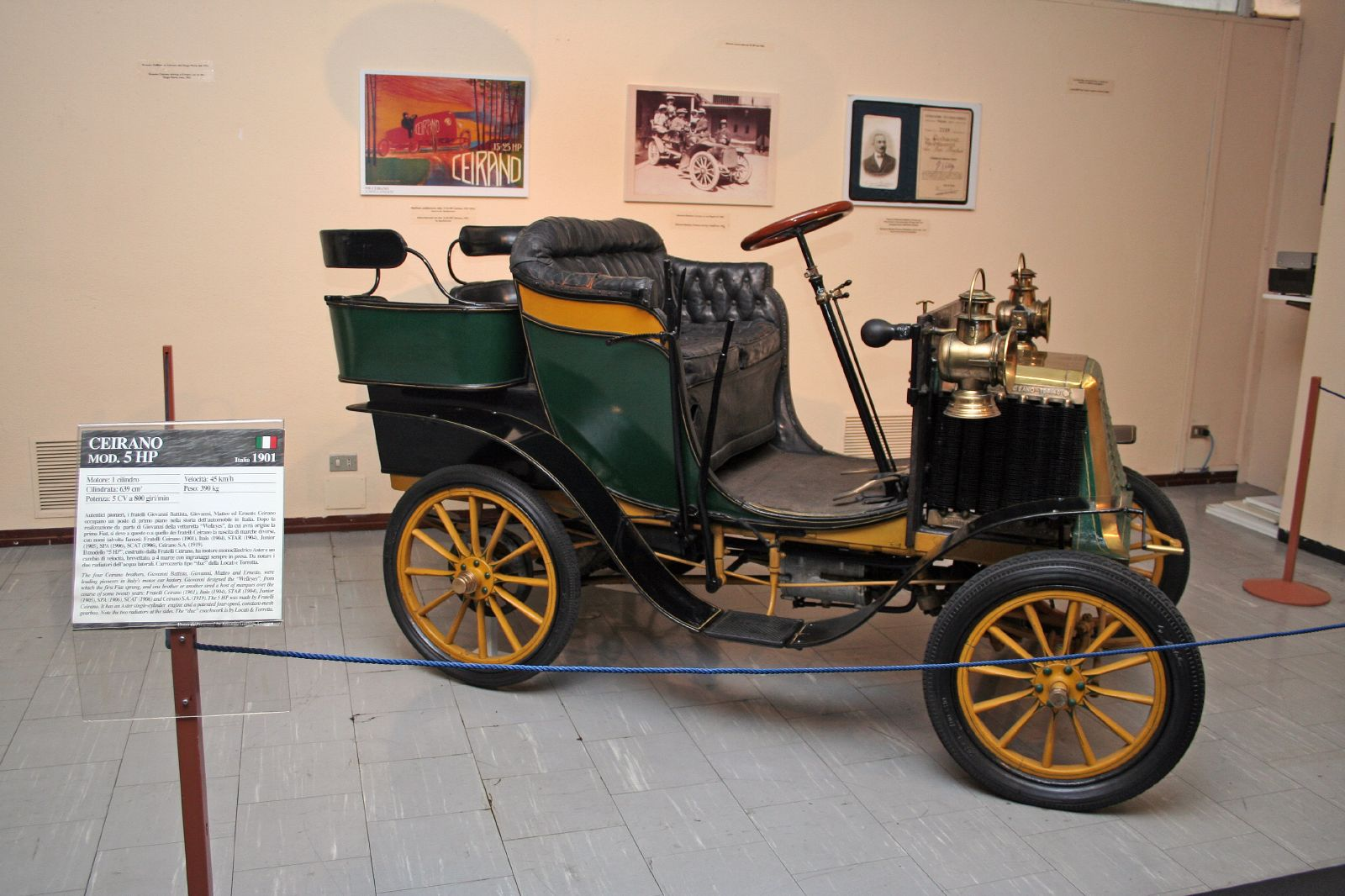
Ceirano 5 HP de 1899
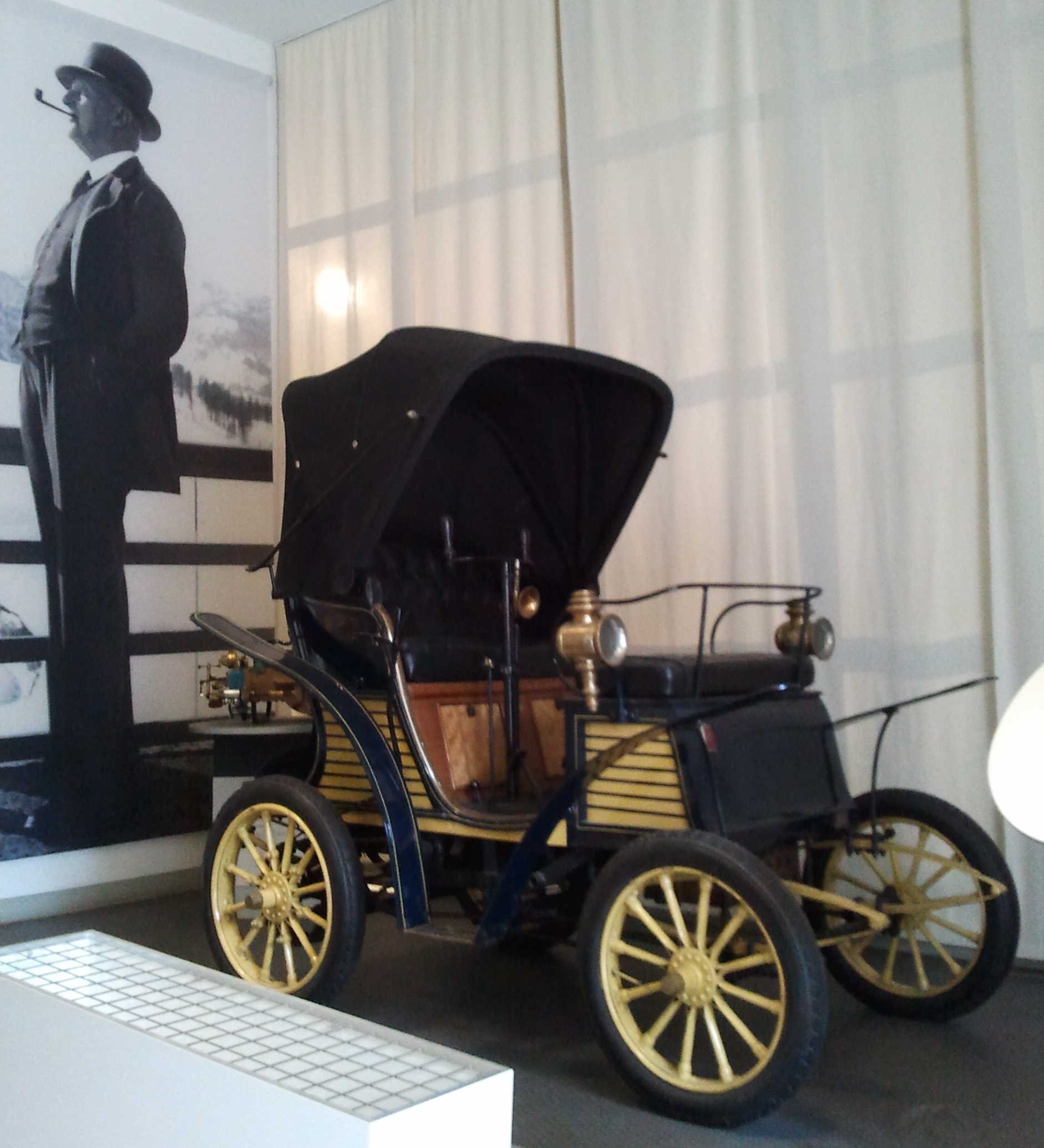
Première Fiat 3½ HP 1899
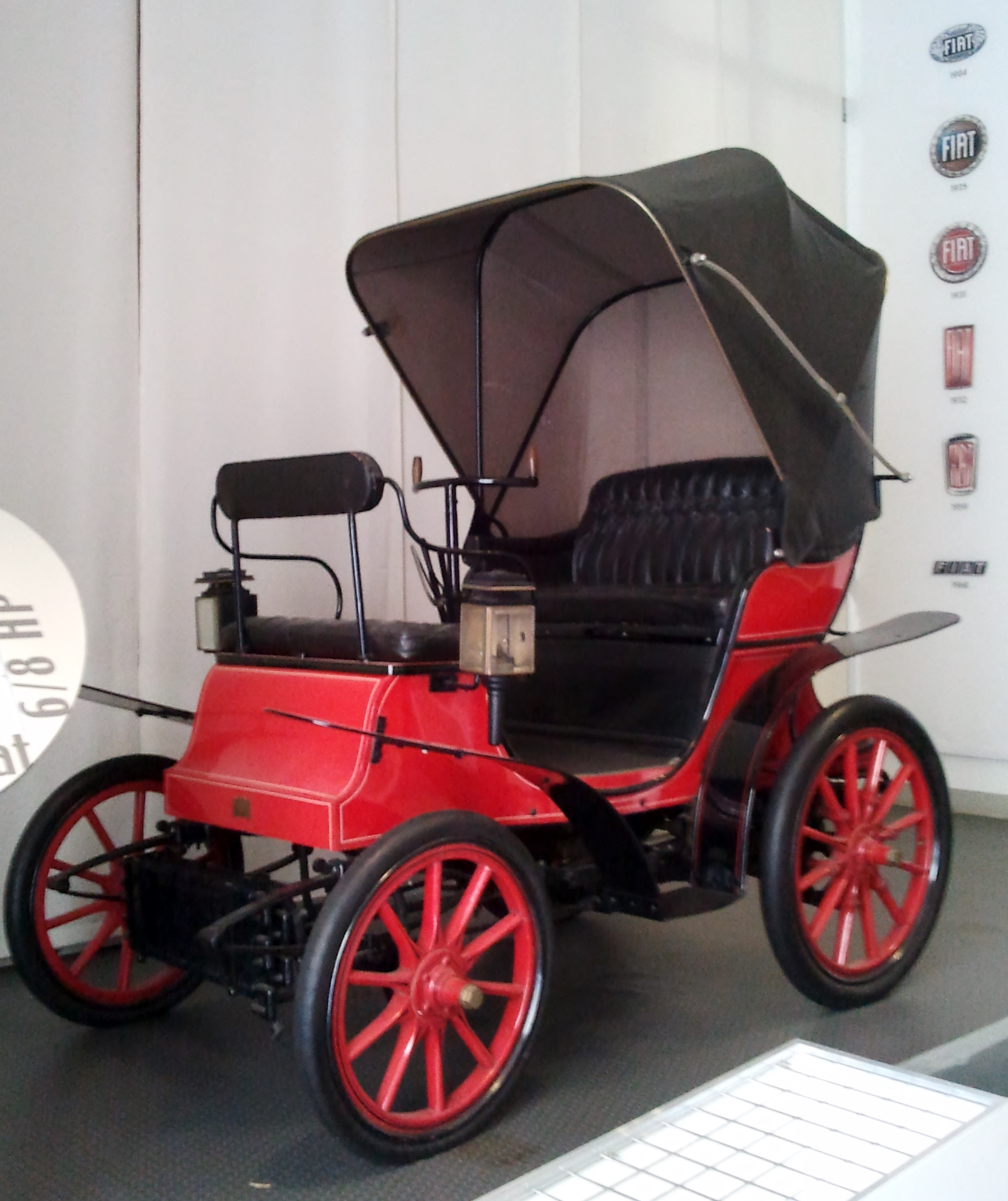
Fiat 6 HP 1900
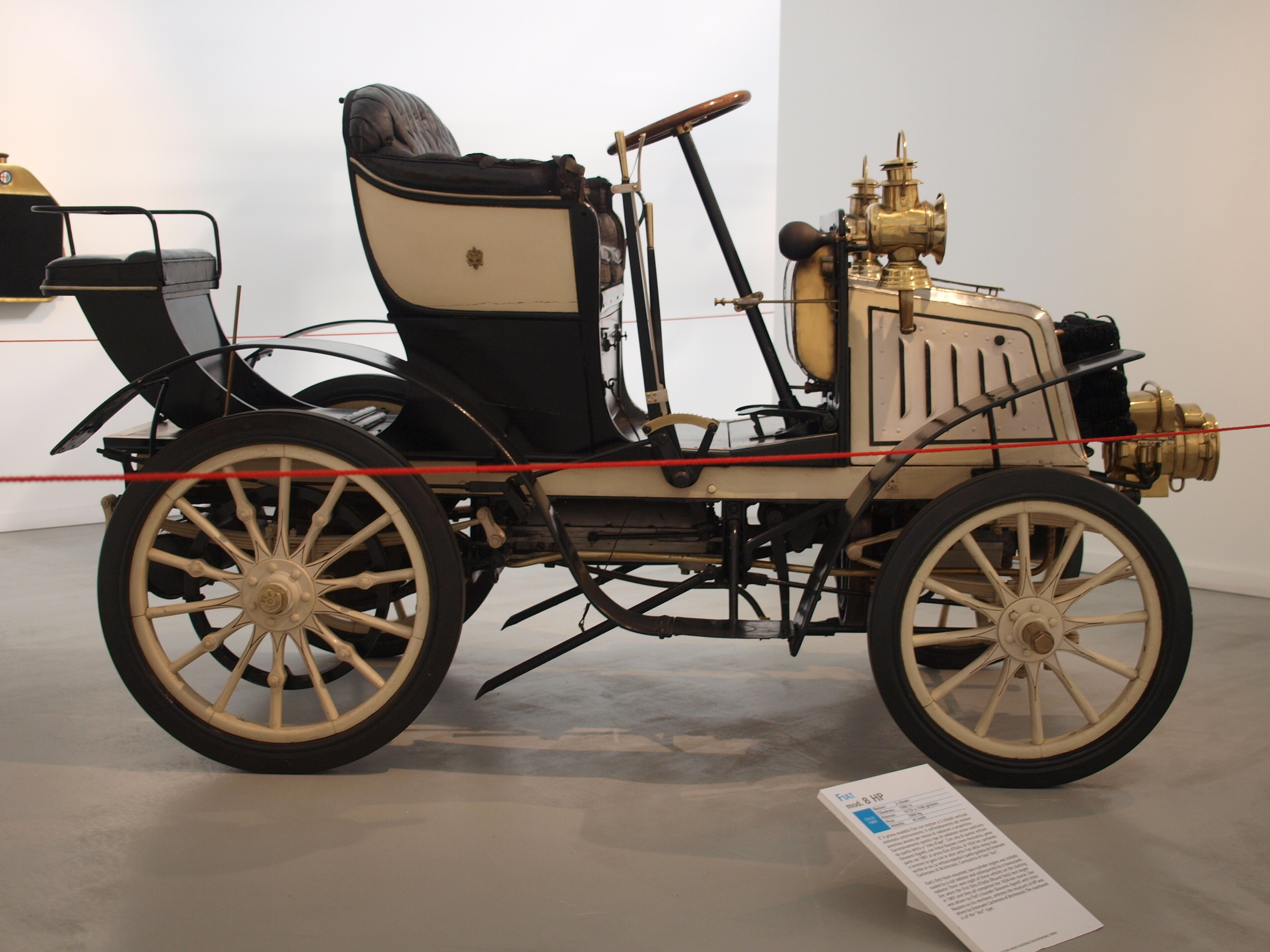
Fiat 8 HP 1901
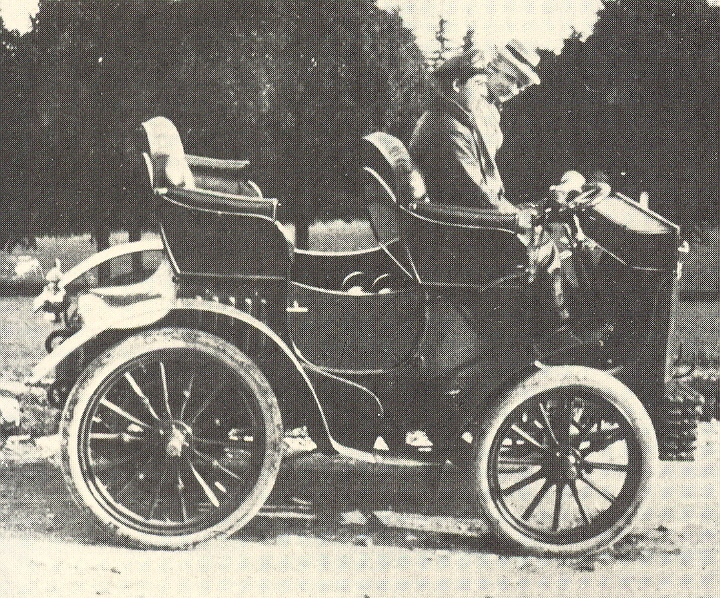
Fiat 10 HP 1901
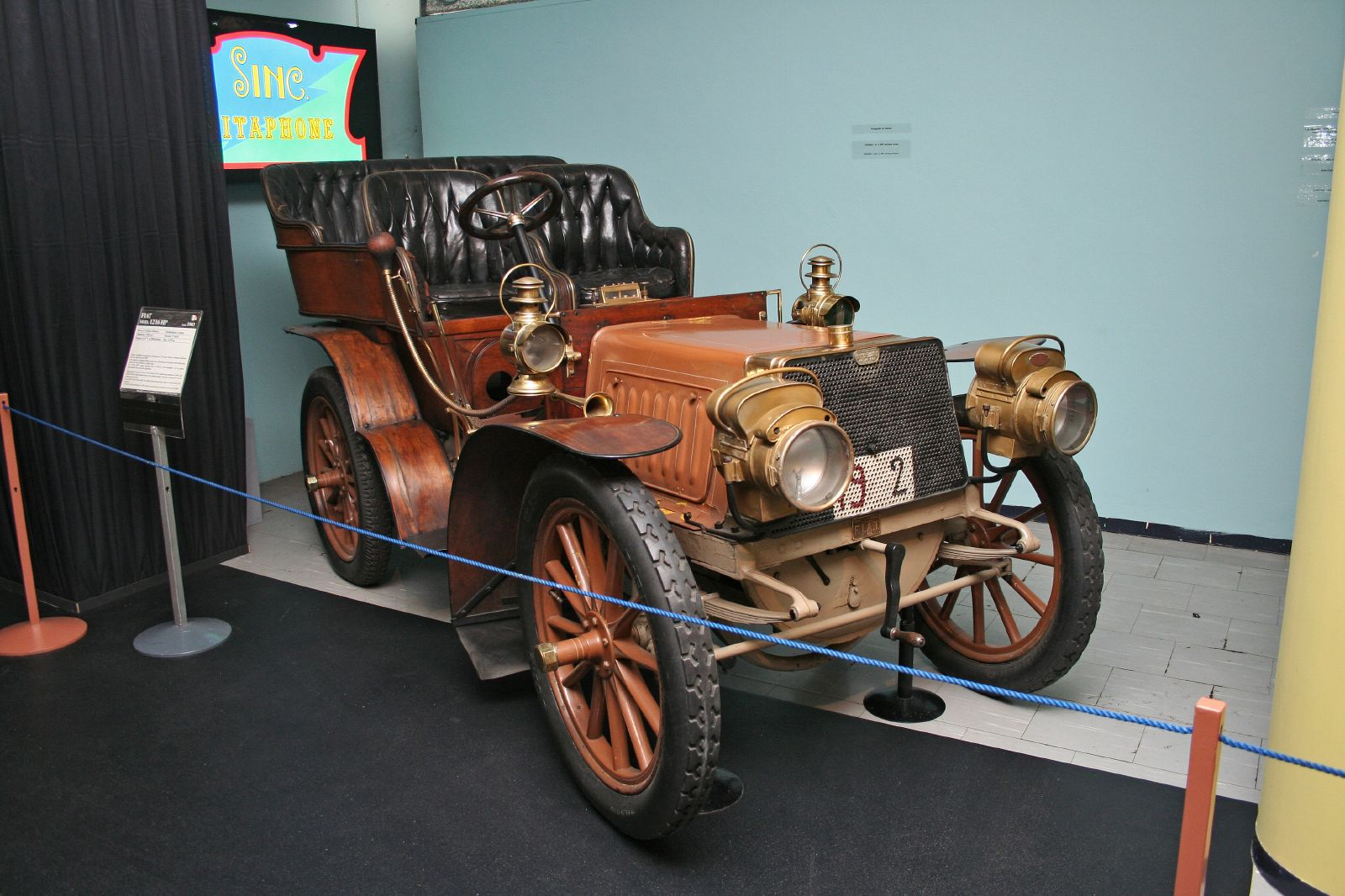
Fiat 12 HP 1901

Fort de son succès, Agnelli se lance dans les affaires avec son associé Riccardo Gualino (Holding IFI -G.Agnelli A), rachète rapidement les parts de ses associés et de très nombreuses autres sociétés, développe son groupe à l’international, fait entrer Fiat en tant qu'actionnaire majoritaire, à la Bourse de Milan, développe le transport routier et ferroviaire italien, fonde sa propre banque pour la vente à crédit de ses voitures, s'étend aux assurances (SAI (it)), au commerce en grande surface (La Rinascente), au textile, au BTP (Fiat Impresit et Ciments Unicem), aux secteurs de l'industrie lourde, électrique, sidérurgique, ferroviaire, navires, avions (Società Italiana Aviazione / Fiat Aviazione), tracteurs, armement et matériel de guerre, à la presse (La Stampa de Turin), au football (achat de la Juventus Football Club le 24 juillet 1923, avec son fils Edoardo Agnelli au titre de président du club)...

### Guerres mondiales
Agnelli développe avec succès son empire au niveau mondial de façon opportuniste. Durant la Première Guerre mondiale, Fiat fournit l'armée italienne, décuple son chiffre d'affaires en investissant dans l'industrie de l'armée américaine alliée, et passe de la 30e place à la 3e place des industries italiennes. Agnelli est nommé sénateur en mars 1923. À la suite du succès de la première station de sports d'hiver italienne de Bardonnèche de 1908, il achète entre 1928 et 1931 un vaste domaine alpin au col de Sestrières où il fonde avec succès la seconde station de ski italienne. En 1924, avec le soutien du pouvoir, il rachète pour une bouchée de pain le journal "La Stampa"dont le fondateur Alfredo Frassati était ouvertement anti-fasciste. Son succès fulgurant en affaires est profondément marqué par le décès de ses enfants Aniceta en 1928 et Edoardo en 1935, victime d'un accident d'hydravion à Gênes et par de longs conflits familiaux de succession.
En 1932, il rejoint le Parti national fasciste de Benito Mussolini, et bénéficie de nombreux marchés publics et militaires. L'empire Fiat poursuit son développement international durant la Seconde Guerre mondiale avec son directeur Vittorio Valletta. Au lendemain de la guerre, Giovanni Agnelli est accusé de compromission avec le régime fasciste de Mussolini et se voit privé temporairement de ses sociétés. Il disparaît peu de temps après, le 16 décembre 1945 à l'âge de 79 ans d'une pneumonie à Turin, avant d’être réhabilité de ses accusations. Vittorio Valletta assurera la présidence du groupe Fiat de 1945 à 1966. Son petit-fils Giovanni Agnelli (1921-2003) (Gianni) lui succède à la tête de l'empire familial, à l'âge de 45 ans, suivi en 2003 par son second petit-fils, Umberto Agnelli, puis par son arrière-arrière-petit-fils John Elkann en 2004. En 2002, le nom de Giovanni Agnelli est inscrit parmi les grands noms de personnalités de l'histoire de l'automobile, au sein de l'Automotive Hall of Fame de Dearborn dans le Michigan aux États-Unis.

## Palmarès
- 1899 : victoire à Verona-Brescia-Mantua-Verona sur Daimler Phoenix;
- 1900 : victoire au Sprint de Turin sur Daimler Phoenix;
  - 5e de Bologna-Corticella-Poggio Renatico-Malalbergo-Bologna en 1900 (Fiat);
  - Participation au tour d'Italie automobile en 1901 (Fiat 8 HP, 2e ex-æequo avec Caltellotti, Biscaretti et Bianchi; victoire de Nazarro pour la marque).

## Fonctions
- Maire de Villar Perosa (1905 - 1945)
- Conseiller de crédit italien (1918 - 1945)
- Président de FIAT (23 décembre 1920 - 4 mai 1945)
- Sénateur du royaume d'Italie (7 juin, 1923-1916 décembre 1945)
- Directeur Société Hydroélectrique SIP Piemonte (14 mai 1924-1925 juin 1943)
- Président de Vetrococke (1924-1945)
- Ministre de la Piémontais et la société de Stipel téléphonique interrégional Lombard (1er juillet 1925 - Février 1940)
- Président de l'Institut industriel financier institutions financières internationales (27 juillet 1927 - 4 mai 1945)
- Chantier naval Cantieri Riuniti conseiller d'Adriatico.

## Distinctions du royaume d'Italie
- Chevalier de l'ordre de la Couronne d'Italie (8 décembre, 1898)
- Chevalier de l'ordre du Travail (1907)
- Grand officier de l'ordre de la Couronne d'Italie (1er février, 1920)
- Grand officier de l'ordre des Saints-Maurice-et-Lazare (6 février, 1921)
- Chevalier grand-croix de l'ordre de la Couronne d'Italie (15 décembre, 1932)

## Distinctions
- : Chevalier de l'ordre de la Couronne d'Italie le 8 décembre 1898
- : Grand officier de l'ordre de la Couronne d'Italie le 1er février 1920
- : Grand officier de l'ordre des Saints-Maurice-et-Lazare le 6 février 1921